# Runaway Train
A Runaway Train a Soul Asylum 1993-ban megjelent kislemeze. A szám először az együttes hatodik albumán, a Grave Dancers Unionon volt hallható. A dal világsiker lett, a Billboard Hot 100 listán az 5. helyig jutott. A szám az Amerikában történő gyermekeltűnésekre hívja fel a figyelmet. A dalhoz készült videoklip szintén sikeres lett, a Youtube-on jelenleg[mikor?] 193 millió megtekintésnél jár. A klipben láthatóak valódi eltűnt gyerekek fotói is.
A klipben látható gyerekek:
- Liz Vatovic (megkerült)
- Curtis Huntzinger (eltűnt: 1990. május 19.)
- Byron Page (eltűnt: 1992. január 29, 17 évesen)
- Christopher Kersey/Kerze (eltűnt: 1990. április 20, 17 évesen)
- Martha Dunn (eltűnt: 1990. szeptember 9, 15 évesen)
- Andrea Durham (eltűnt: 1990. február 1, 13 évesen)
- Andrea Bowman (eltűnt: 1989. március 11, 14 évesen) (elhunyt)
- Kimberly Doss (eltűnt: 1982. szeptember 1.)
- Duane Watchmen
- John Lango (eltűnt: 1988.január 1, 17 évesen)